# Palaquium cochleariifolium
Palaquium cochleariifolium är en tvåhjärtbladig växtart som beskrevs av Pieter van Royen. Palaquium cochleariifolium ingår i släktet Palaquium och familjen Sapotaceae. Inga underarter finns listade i Catalogue of Life.